# Jeruzsálem kormányzóság
Jeruzsálem kormányzóság (arabul محافظة القدس [Muḥāfaẓat al-Quds]) Palesztina tizenhat kormányzóságának egyike. Ciszjordánia középső részén fekszik. Északnyugaton Rámalláh és el-Bíra kormányzóság, északkeleten Jerikó, keleten a Holt-tengeren keresztül Jordánia, délen Betlehem kormányzóság, nyugaton pedig Izrael határolja. Központja Kelet-Jeruzsálem, ami elvileg Palesztina fővárosa is. Területe 345 km², népessége pedig a 2007-es népszámlálás adatai szerint 363 649 fő.